# Murder in the First
Murder in the First is een Amerikaanse film van Marc Rocco die werd uitgebracht in 1995. 
De titel is de afkorting van 'murder in the first degree' wat 'moord met voorbedachten rade' betekent. 

## Verhaal
Verenigde Staten, 1938. Henri Young is een zeventienjarige jongen die sinds de dood van hun ouders verantwoordelijk is voor zijn jong zusje. Wanneer hij op een dag vijf dollar steelt in een kruidenierszaak om haar eten te kunnen geven wordt hij opgepakt. Aangezien de winkel tevens een kantoor van de United States Postal Service huisvest wordt zijn diefstal als een federaal misdrijf beschouwd en wordt hij opgesloten op Alcatraz. Zijn zusje wordt opgenomen in een weeshuis.
Het gevangenisregime is ongemeen streng. Samen met twee medegevangenen onderneemt Young dan ook een ontsnappingspoging. Ze worden echter gevat omdat een van zijn kompanen verraad pleegde. Young wordt gedurende drie jaar in een isoleercel opgesloten, een kale ondergrondse cel waar hij ook geregeld wordt mishandeld door de sadistische gevangenisdirecteur. Deze straf overschrijdt de wettelijke maximumduur van negentien dagen. De verklikker daarentegen krijgt een milde straf. 
Wanneer Young na drie jaar eindelijk de isoleercel mag verlaten is zijn geestelijke gezondheid ernstig beschadigd. In de refter krijgt hij een aanval van psychose en hij steekt zijn verrader dodelijk neer met een lepel. James Stamphill, de jonge idealistische advocaat die hij toegewezen krijgt, wil niet dat Henri naar de gaskamer wordt gezonden. Hij klaagt Alcatraz aan omdat de penitentiaire instelling een eenvoudige kruimeldief transformeerde in een moordenaar.

## Rolverdeling
| Acteur             | Personage                                                  |
| ------------------ | ---------------------------------------------------------- |
| Kevin Bacon        | Henri Young                                                |
| Christian Slater   | James Stamphill                                            |
| Gary Oldman        | Warden Milton Glenn, de gevangenisdirecteur                |
| Embeth Davidtz     | Mary McCasslin                                             |
| William H. Macy    | openbaar aanklager D.A. William McNeil                     |
| Brad Dourif        | Byron Stamphill, de oudere broer van James                 |
| R. Lee Ermey       | rechter Clawson                                            |
| Stephen Tobolowsky | meneer Henkin                                              |
| Kyra Sedgwick      | Blanche                                                    |
| Mia Kirshner       | de jonge Rosetta                                           |
| Stefan Gierasch    | Warden James Humson, de overkoepelende gevangenisdirecteur |